# Powerplay – Smart Girls Go for President
Powerplay – Smart Girls Go for President (Originaltitel Makta, deutsch die Macht) ist eine norwegische Politserie, die vom norwegischen öffentlich-rechtlichen Fernsehsender NRK1 ab Oktober 2023 ausgestrahlt wurde. Sie basiert auf politischen Geschehnissen der 1970er- und 1980er-Jahre, enthält allerdings auch fiktive Elemente.

## Handlung

### Staffel 1
In der Arbeiderpartiet beginnt ein Machtkampf, nachdem der norwegische Ministerpräsident Trygve Bratteli im Juni 1974 in einem Zeitungsinterview seinen geplanten Rücktritt als Parteivorsitzender ankündigt. Der stellvertretende Parteivorsitzende Reiulf Steen möchte neuer Parteivorsitzender werden und hat unter anderem Einar Førde und den Möbelhändler Arvid Engen auf seiner Seite. Der Generalsekretär Ronald Bye sowie der Erdöl- und Energieminister Bjartmar Gjerde, die beide Kontakte zur CIA haben, wollen den Fraktionsvorsitzenden Odvar Nordli als neuen Vorsitzenden. Unterdessen wird die Ärztin Gro Harlem Brundtland, Tochter des früheren Ministers Gudmund Harlem, zur Umweltschutzministerin ernannt.
Auf dem Parteitag im Jahr 1975 wird schließlich angesichts der sich anbahnenden Kampfabstimmung ein Deal ausgehandelt, mit dem Steen neuer Parteivorsitzender und Nordli neuer Ministerpräsident werden soll. Bratteli muss dadurch als Ministerpräsident zurücktreten. Brundtland wird auf dem Parteitag zur stellvertretenden Vorsitzenden gewählt. Als Umweltschutzministerin steigt ihre Beliebtheit in der Bevölkerung. Parteiintern wird ihr Vorschlag, im Wahlkampf verstärkt auf Umweltschutz als Thema zu setzen, jedoch abgelehnt. Steen, der von privaten und gesundheitlichen Problemen geplagt ist und Gefühle für Brundtland hegt, unterstützt sie und widerspricht in einem Interview dem eigenen Parteiprogramm. In der Partei wird daraufhin seine Eignung als Parteivorsitzender angezweifelt. Brundtland stellt schließlich als Kompromiss das Umweltthema zurück. Bei der Parlamentswahl 1977 kann die Arbeiderpartiet knapp die linke Mehrheit verteidigen.
Im Wahlkampf vor den Kommunalwahlen im Jahr 1979 organisiert die Partei eine Zugreise mit Journalisten. Während der Reise gibt Finanzminister Per Kleppe an einen Journalisten nicht-öffentliche Informationen aus dem Haushaltsplan weiter, die zu starker Kritik seitens der Opposition führen. Nordli erfährt erst am nächsten Tag von dem Vorfall, kurz bevor er in einer TV-Debatte gegen den Høyre-Politiker Kåre Willoch antreten soll. Bei den Kommunalwahlen fährt die Partei schließlich schlechte Ergebnisse ein. Der Parteivorsitzende Steen ist in schlechtem gesundheitlichen Zustand und nicht erreichbar, weshalb Brundtland als stellvertretende Vorsitzende das Statement zum Wahlergebnis abgibt. Parteiintern versagt Brundtland daraufhin Steen, der ihr vorwirft, seine Situation auszunutzen, die Unterstützung als Parteivorsitzender. Nordli geht daraufhin einen Deal mit Steen ein, so dass dieser Parteivorsitzender bleiben kann, aber zusätzlich als neuer Handelsminister stärker an ihn als Ministerpräsidenten gebunden ist. Im Zuge der größeren Regierungsumbildung verliert Brundtland gegen ihren Willen ihren Posten als Umweltschutzministerin und wird einfache Parlamentarierin.
Nachdem wiederholt Informationen durchgesickert sind, entdeckt der von schlechten Umfragewerten betroffene Nordli einen geheimen Raum. Ronald Bye, seit der Regierungsumbildung Verkehrsminister, verwischt daraufhin die Spuren. Nordli lässt den Journalisten Per Vassbotn zum Staatssekretär im Amt des Ministerpräsidenten ernennen. Vassbotn findet für ihn heraus, dass Steen seit längerer Zeit über den Möbelhändler Engen Informationen und Gerüchte an die Presse weitergibt. Um diese Erkenntnis nicht öffentlich machen zu müssen, weist Nordli den Verteidigungsminister Thorvald Stoltenberg, Brundtland und den Partei-Generalsekretär an, keine Interna mehr an Steen weiterzugeben. Nach einem Bohrinselunglück in der Nordsee mit 123 Toten geht im Parlament ein Misstrauensvotum deutlich zugunsten Nordlis aus. Aufgrund gesundheitlicher Probleme kündigt er jedoch intern seinen anstehenden Rücktritt an. In der Partei wird daraufhin versucht, eine geeignete Nachfolge zu suchen. Brundtland wird vom Kreis um Steen abgelehnt, da sie zu viel mit den Konservativen zusammenarbeite. Nachdem der anstehende Rücktritt der Presse bekannt wird, einigt man sich auf Rolf Hansen als neuen Ministerpräsidenten. Hansen lehnt den Posten allerdings ab und schlägt stattdessen Brundtland vor. Da die Partei keine weiteren Kandidaten hat und unter Zeitdruck steht, beschließen sie schließlich, dass Brundtland neue Ministerpräsidentin werden soll.

### Staffel 2
Brundtland stellt ihr neues Kabinett zusammen und wird schließlich Anfang Februar 1981 zur Ministerpräsidentin ernannt. Aufgrund der im Herbst anstehenden Wahlen befindet sie sich bereits in der Wahlkampfvorbereitung. Vor dem Stortingsgebäude kommt es unterdessen im Rahmen des Alta-Konflikts zu Protesten von Samen. Sie fordern den Stopp der vom Storting beschlossenen Bauarbeiten am Flusskraftwerk im nordnorwegischen Alta, da sie sich um die Fischbestände und die Rentierhaltung sorgen.
Beim anstehenden Parteitag soll die Parteispitze gewählt und ein neues Grundsatzprogramm verabschiedet werden. Brundtland will mit Gunnar Berge als Stellvertreter an ihrer Seite den Parteivorsitz übernehmen. Steen will jedoch selbst Parteivorsitzender bleiben. Einar Førde, der Hauptverantwortliche für das neue Grundsatzprogramm, will unterdessen stellvertretender Vorsitzender werden und verspricht im Gegenzug für Stimmen Anpassungen im Programm. Steen gibt seinen Posten als Parteivorsitzender allerdings auf, unter anderem nachdem ihm „Landesvater“ Einar Gerhardsen in einem am Ende nicht gedruckten Interview Alkoholabstürze und Frauengeschichten vorgeworfen hatte. Schließlich wählt der Parteitag Brundtland und Førde zur neuen Parteispitze. Beim jährlichen Sommercamp der Parteijugend Arbeidernes Ungdomsfylking (AUF) auf Utøya trifft Brundtland, die für den Wahlkampf die Unterstützung der AUF benötigt, auf viele NATO-Gegner und Anhänger von Steen. Steen wirbt in seiner Rede vor den Jugendlichen um Verständnis für Brundtlands NATO-Position. Im Anschluss an ein versöhnliches Gespräch zwischen Steen und Brundtland stellen die beiden fest, dass es dieses Gespräch nie gab und es nicht zur Versöhnung kam.
In den TV-Duellen gegen Kåre Willoch von der konservativen Partei Høyre gelingt es Brundtland nicht, sich gegen Willoch durchzusetzen. Brundtlands Ehemann Arne Olav gilt unterdessen bei der Høyre als möglicher Kandidat für politische Ämter, was beim Ehepaar zu Streit führt. Vor der abschließenden TV-Debatte in Trondheim kommt es in der Wartezeit zu einer längeren Diskussionen zwischen Willoch und Brundtland, in der sie unter anderem über Sexismus sprechen sowie über ein Nilpferd, das angeblich in Trondheim unterwegs ist. Brundtland verliert schließlich im Herbst 1981 die Wahl gegen Willoch.
Nini Stoltenberg, Tochter von Thorvald Stoltenberg und Schwester von Jens, beteiligt sich an Revolten und Hausbesetzungen in Oslo. Als ihre Gruppe von der Polizei aufgegriffen wird, bleibt sie als einzige ohne Strafe. Den Jugendlichen gelingt es schließlich mit Unterstützung der Stadt, ein leerstehendes Haus für ihre Zwecke zu erhalten.

## Wirklichkeitsbezug und Stil
Die Serie basiert auf wahren Begebenheiten aus dem Machtkampf der norwegischen sozialdemokratischen Partei Arbeiderpartiet (Ap) in den 1970er- und 1980er-Jahren. Bei allen Hauptfiguren handelt es sich um real existierende Personen. Allerdings sind Teile der Handlung erfunden oder zu einer anderen Zeit geschehen. Beispielsweise war Brundtlands Ehemann während ihrer Zeit als Umweltministerin im Gespräch für eine Nominierung auf der Wahlliste für die Høyre und nicht während ihrer Zeit als Ministerpräsidentin. Im Vorspann der Serie wird angegeben, dass sie „auf Wahrheit, Lügen und miesen Erinnerungen“ (norwegisch sannhet, løgn og dårlig hukommelse) basiere.
Dass die Serie nicht eine genaue Abbildung der Wirklichkeit versucht, wird bereits in der ersten Szene der Serie deutlich, in der die vierte Wand durchbrochen wird und Reiulf Steen eine Szene doppelt einspielt. Teils ähneln Szenen einer Mockumentary. Manche Figuren, wie der von Nader Khademi gespielte Einar Førde, sehen den realen Personen nicht ähnlich und sprechen einen anderen Dialekt. Auch die Außenszenen zeigen größtenteils deutlich erkennbar das heutige Oslo, obwohl die Handlung in den 1970er Jahren spielt.

## Besetzung

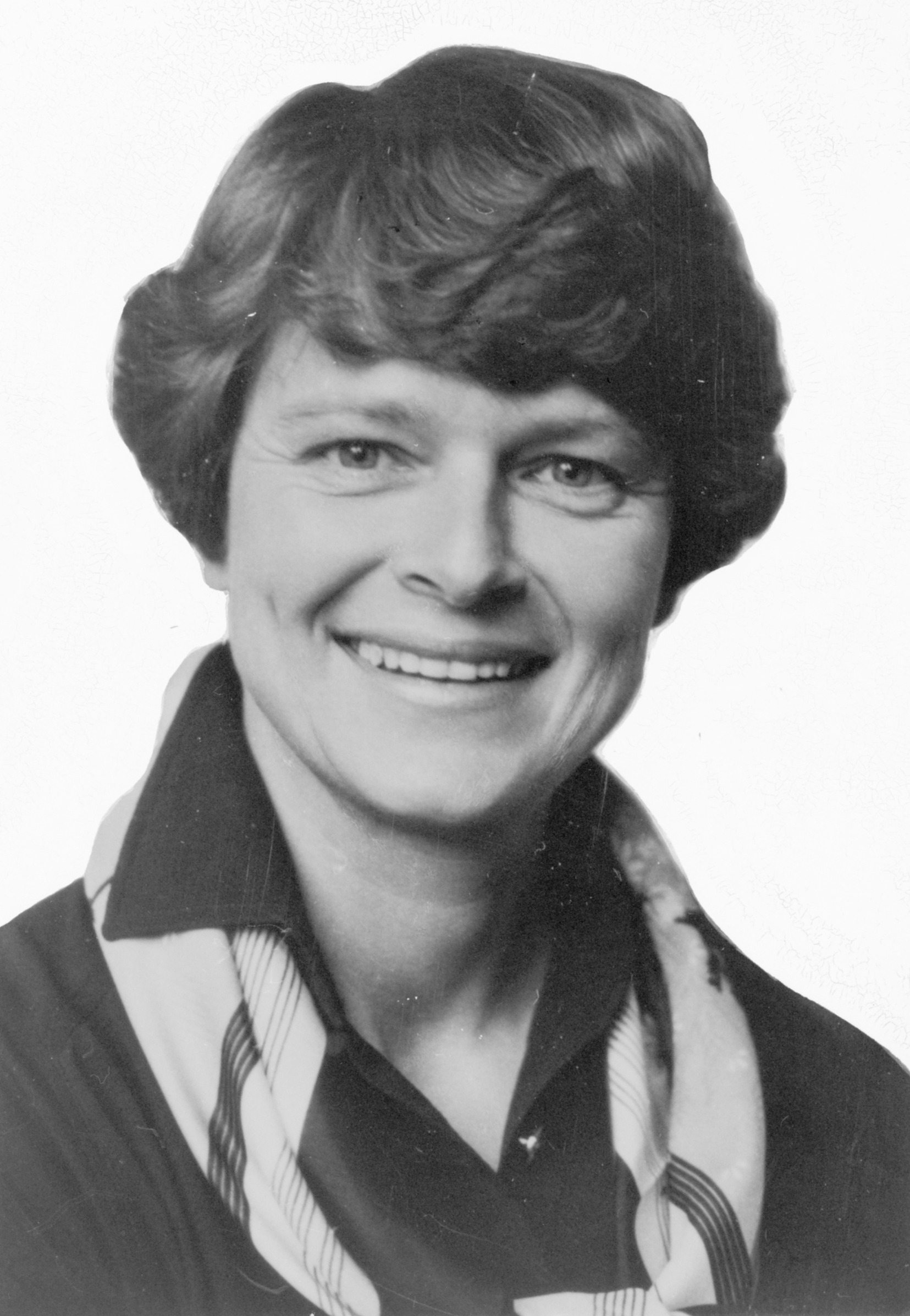
Gro Harlem Brundtland in den 1970er-Jahren

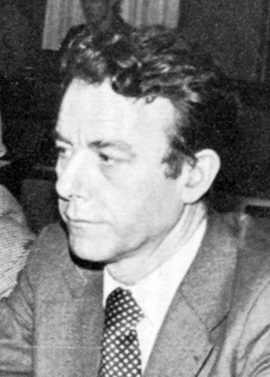
Reiulf Steen, 1979

| Schauspieler                 | Rolle                  |
| ---------------------------- | ---------------------- |
| Kathrine Thorborg Johansen   | Gro Harlem Brundtland  |
| Jan Gunnar Røise             | Reiulf Steen           |
| Anders Baasmo                | Odvar Nordli           |
| Trond Espen Seim             | Arvid Engen            |
| Øyvind Brandtzæg             | Bjartmar Gjerde        |
| Nader Khademi                | Einar Førde            |
| Lasse Kolsrud                | Trygve Bratteli        |
| Torbjørn Davidsen            | Tor Aspengren          |
| Thorbjørn Harr               | Kåre Willoch           |
| Erik Hivju                   | Einar Gerhardsen       |
| Andrea Rudland Haave         | Sissel Rønbeck         |
| Olav Waastad                 | Ronald Bye             |
| Nils Bendik Kvissel          | Thorbjørn Jagland      |
| Trond Høvik                  | Per Kleppe             |
| Mats Eldøen                  | Jens Solli             |
| Shana Fevang Mathai          | Eva Bratholm           |
| Manish Sharma                | Ivar Leveraas          |
| Galvan Mehidi                | Ingjald Ørbeck Sørheim |
| Sjur Vatne Brean             | Jens Stoltenberg       |
| Karl Vidar Lende             | Per Vassbotn           |
| Andreas Stoltenberg Granerud | Arne Olav Brundtland   |
| Svein Sturla Hungnes         | Rolf Hansen            |
| Hadle Lavold                 | Herbjørn Sørebø        |
| Christian Skolmen            | Thorvald Stoltenberg   |
| Gunnar Eiriksson             | Arvid Jacobsen         |
| Vidar Sandem                 | Gudmund Harlem         |
| Mohammed Basefer             | Per Brunvand           |
| Harald Ottesen Nødtvedt      | Odd Kristian Reme      |
| Anne Ryg                     | Karin Stoltenberg      |
| Marius Lien                  | Wiktor A. Martinsen    |
| Mona Huang                   | Kjersti Fagerjord      |
| Cathrine Frost Andersen      | Eli Engen              |
| Ågot Sendstad                | Ruth Damsgård          |
| Jonas Daniel Irvall          | Olof Palme             |
| André Sørum                  | Gunnar Berge           |
| Heidi Goldmann               | Hanna Kvanmo           |

## Episodenliste
Die Erstausstrahlung der Serie fand vom 29. Oktober 2023 bis zum 11. Februar 2024 auf dem norwegischen Sender NRK1 statt. NRK1 strahlte die Folgen in zwei Blöcken, teilweise als zwei Staffeln bezeichnet, mit einer längeren Pause zwischen der sechsten und siebten Folge aus. Die deutschsprachige Erstausstrahlung sendet NDR in zwei Staffeln vom 2. bis zum 4. Januar sowie vom 21. August bis zum 4. September 2024.
| Nr. (ges.) | Nr. (St.) | Deutscher Titel          | Originaltitel                  | Erstausstrahlung Norwegen | Deutschsprachige Erstausstrahlung (D) |
| ---------- | --------- | ------------------------ | ------------------------------ | ------------------------- | ------------------------------------- |
| 1          | 1         | Niemand ist perfekt      | Det må være en kvinne          | 29. Okt. 2023             | 2. Jan. 2024                          |
| 2          | 2         | Komplizierte Gefühle     | Det eneste vi vil              | 29. Okt. 2023             | 2. Jan. 2024                          |
| 3          | 3         | Skol, Genossen!          | Tut tut                        | 5. Nov. 2023              | 3. Jan. 2024                          |
| 4          | 4         | Hexenschuss              | Hekseskudd                     | 12. Nov. 2023             | 3. Jan. 2024                          |
| 5          | 5         | Der Maulwurf             | Sentrale stemmer i partiet     | 19. Nov. 2023             | 4. Jan. 2024                          |
| 6          | 6         | Die Hinterbänklerin      | Ingen av oss har snakka sammen | 26. Nov. 2023             | 4. Jan. 2024                          |
| 7          | 1         | Samis und Zimtschnecken  | Elva skal leve                 | 7. Jan. 2024              | 21. Aug. 2024                         |
| 8          | 2         | Auf zum letzten Gefecht  | Til kamp, kamerater!           | 14. Jan. 2024             | 21. Aug. 2024                         |
| 9          | 3         | Utøya – Insel der Jugend | Den demokratiske republikk     | 21. Jan. 2024             | 28. Aug. 2024                         |
| 10         | 4         | First Man Arne-Olav      | Bli kvitt a’                   | 28. Jan. 2024             | 28. Aug. 2024                         |
| 11         | 5         | Ein Nilpferd in Oslo     | Flodhesten                     | 4. Feb. 2024              | 4. Sep. 2024                          |
| 12         | 6         | Keine Macht für Niemand  | Søpla                          | 11. Feb. 2024             | 4. Sep. 2024                          |

## Entstehung und Veröffentlichung

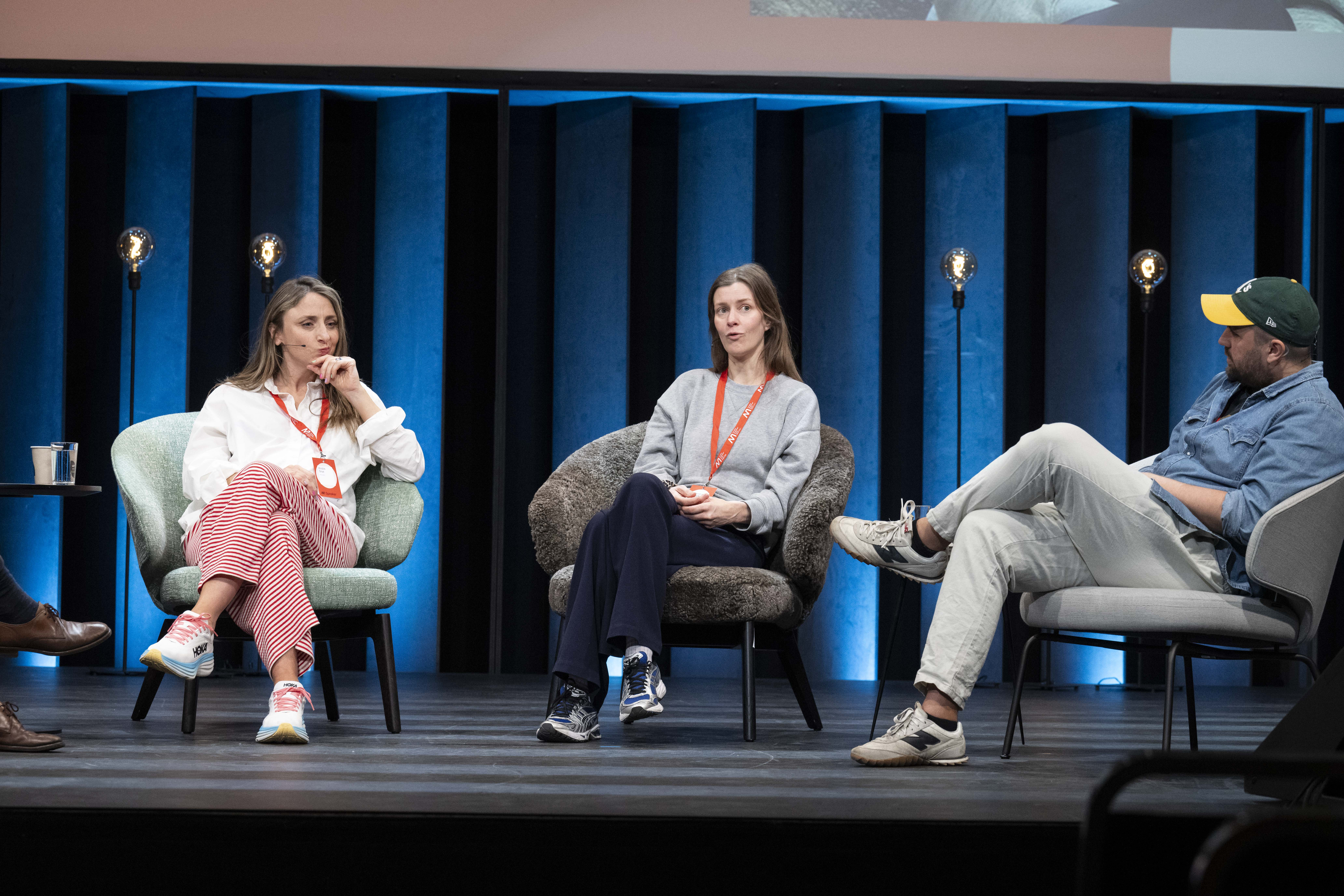
Drehbuchautoren Kristin Grue, Silje Storstein und Johan Fasting

Das Drehbuch schrieb Headautor Johan Fasting gemeinsam mit Kristin Grue und Silje Storstein. Als Regisseurin war Yngvild Sve Flikke tätig. Die ersten sechs Episoden wurden in Norwegen von NRK1 ab dem 29. Oktober 2023 ausgestrahlt. Die restlichen sechs Episoden wurden ab Januar 2024 ausgestrahlt. In Deutschland wurden die ersten sechs Folgen am 29. Dezember 2023 in der ARD-Mediathek zur Verfügung gestellt. Die Ausstrahlung im NDR Fernsehen erfolgte ab dem 2. Januar 2024.

## Rezeption
Die Serie erhielt in Norwegen gute Kritiken, wurde aber auch teils für die Vermischung von Fiktion und Realität kritisiert. Die Zeitung Verdens Gang vergab sechs von sechs möglichen Punkten und beschrieb die Serie als „einfallsreich, kreativ und voller Spaß“. Die Serie setze einen neuen Standard für norwegische Fernsehdramen. Auch beim Dagbladet erhielt die Serie sechs von sechs Punkten. Da es die Gewinner seien, die die Geschichte schrieben, komme Brundtland in der Serie gut weg. Andere Politiker hingegen werden laut der Kritik der Zeitung auf ihre Schwächen reduziert. So werde Odvar Nordlis Heimweh stärker dargestellt, als dass er ein geschickter Machtpolitiker gewesen sei.
Arbeiderpartiet-Politiker Thorbjørn Jagland kritisierte die Serie dafür, dass sie sich nicht an der Wahrheit orientiere. So sei Reiulf Steen nicht nur ein „Trunkenbold“ und Odvar Nordli kein „Dorfnarr“ gewesen. Gro Harlem Brundtland, die die Hauptfigur in der Serie ist, erklärte, dass sie sich in der Serie wiedererkenne. Der Filmprofessor Bjørn Sørenssen befand, dass die Serie zwar Wirklichkeit und Fiktion mische, dies aber nicht unethisch sei, da für die Zuschauer deutlich sei, dass sie weit von der Realität entfernt sei.
In der FAZ wurde die Verzahnung von Vergangenheit und Gegenwart mit der deutschen Serie Eldorado KaDeWe – Jetzt ist unsere Zeit verglichen.

## Auszeichnungen
Gullruten
- 2024: „Beste Dramaserie“[9]
- 2024: „Bester Schauspieler in einer Hauptrolle, Drama“ (Kathrine Thorborg Johansen)[9]
- 2024: „Bester Schauspieler in einer Nebenrolle, Drama“ (Anders Baasmo)[9]
- 2024: „Bestes Casting“ (Mia Jensen)[10]
- 2024: „Beste Kamera, Drama“ (John-Erling Holmenes Fredriksen)[10]
- 2024: „Bester Schnitt, Drama“ (Veslemøy Blokhus Langvik, Karen Gravås, Toril Strøm und Vetle Strøm)[10]
- 2024: „Bestes Drehbuch, Drama“ (Johan Fasting, Silje Storstein und Kristin Grue)[10]
- 2024: „Beste Regie, Drama“ (Yngvild Sve Flikke)[10]
- 2024: Nominierung in der Kategorie „Bester Schauspieler in einer Hauptrolle, Drama“ (Jan Gunnar Røise)[9]
- 2024: Nominierung in der Kategorie „Bester Schauspieler in einer Nebenrolle, Drama“ (Thorbjørn Harr)[9]